# Katherine McNamara
Katherine McNamara (* 22. listopadu 1995, Kansas City, Missouri, Spojené státy americké) je americká herečka a zpěvačka. Proslavila se rolí Harper Munroe v komediálním seriálu stanice MTV Happyland, rolí Clary Fray ve fantasy seriálu stanice Freeform Lovci stínů: Nástroje smrti (2016–2019) a rolí Miy Smoke v seriálu stanice The CW Arrow (2018–2020).

## Životopis a kariéra
Katherine si zahrála v seriálech V těle boubelky a Studio 30 Rock a objevila se ve filmu Šťastný nový rok.
Roli Claire si zahrála ve 3 dílech seriálu stanice Disney XD Nakopni to a ve filmu Dívka vs. Monstrum. Také si zahrála ve dvou dílech seriálu Jessie a v epizodě seriálu Super Thundermanovi.
V roce 2014 byla obsazena do role Harper do televizního seriálu stanice MTV Happyland. Seriál byl však po odvysílání první řady zrušen.
Dne 22. prosince 2014 bylo oznámeno, že získala roli v nadcházejícím sequelu filmu Labyrint: Útěk, Labyrint: Zkoušky ohněm jako Sonya, vůdkyně skupiny B.
V roce 2015 si zahrála roli Kat v seriálu stanice Freeform The Fosters.
Dne 6. května 2015 byla obsazena do role Clary Fray v seriálu Lovci stínů: Nástroje smrti, televizní adaptaci knih Cassandry Clare Nástroje smrti. V roce 2018 si zopakovala roli Sonyai ve filmu Labyrint: Vražedná léčba. V září 2018 byla obsazena do vedlejší role sedmé řady seriálu Arrow. Pro poslední osmou řadu byla její postava povýšena na hlavní.

## Filmografie

### Film
| Rok  | Název                                      | Role           | Poznámky             |
| ---- | ------------------------------------------ | -------------- | -------------------- |
| 2007 | The Bride & the Groom                      | Host na svatbě | krátkometrážní film  |
| 2008 | Všechny cesty vedou domů                   |                |                      |
| 2008 | Matchmaker Mary                            | Mary Carver    |                      |
| 2009 | Sam Steele and the Junior Detective Agency | Emma Marsh     |                      |
| 2010 | The Nuclear Standard                       | Penny          | krátkometrážní film  |
| 2010 | Get Off My Porch                           | Mary           | krátkometrážní film  |
| 2011 | Závěť                                      | Host na svatbě |                      |
| 2011 | Sam Steele and the Crystal Chalice         | Emma Marsh     |                      |
| 2011 | Šťastný nový rok                           | Lily Bowman    |                      |
| 2012 | Last Ounce of Courage                      | Caroler        |                      |
| 2013 | Contest                                    | Sarah O'Malley |                      |
| 2013 | Tom Sawyer & Huckleberry Finn              | Becky Thatcher |                      |
| 2015 | A Sort Of Homecoming                       | Rose           |                      |
| 2015 | Labyrint: Zkoušky ohněm                    | Sonya          |                      |
| 2016 | Poklad u jezera                            | Tiffany        |                      |
| 2016 | Is That a Gun in Your Pocket?              | Sandy Keely    |                      |
| 2016 | Natural Selection                          | Paige Thomas   |                      |
| 2016 | Horoscopes                                 | Kat            | krátkometrážní video |
| 2018 | Labyrint: Vražedná léčba                   | Sonya          |                      |
| 2019 | Assimilate                                 | Hannah         |                      |
| 2021 | Trust                                      | Amy            |                      |
| 2021 | Finding You                                | Taylor Risdale |                      |
| 2021 | Untitled Horror Movie                      | Chrissy        |                      |
| 2022 | Agent Game                                 | —              |                      |
| —    | The Adventures of Bunny Bravo              | Cat            |                      |
| —    | El Tonto                                   | —              |                      |

### Televize
| Rok       | Název                                       | Role                    | Poznámky                                       |
| --------- | ------------------------------------------- | ----------------------- | ---------------------------------------------- |
| 2008      | Sladký život Zacka a Codyho                 | dcera Briana McNamara   | cameo                                          |
| 2010      | R.L. Stine's The Haunting Hour              | Jodanna                 | díl: „Worry Dolls“                             |
| 2011      | Zákon a pořádek: Útvar pro zvláštní oběti   | Jasmine                 | díl: „Let“                                     |
| 2011      | Studio 30 Rock                              | Meagan                  | díl: „TGS Hates Women“                         |
| 2011      | V těle boubelky                             | Ann Logan               | díl: „Ah, Men“                                 |
| 2012      | Dívka vs. Monstrum                          | Myra Santelli           | TV film (Disney Channel)                       |
| 2012      | Glee                                        | Studentka               | díl: „Proměna“                                 |
| 2012      | Sketchy                                     | Iris                    | díl: „This Is 14“                              |
| 2012      | Madison High                                | Cherri O'Keefe          | neprodaný pilotní díl                          |
| 2012–2013 | Nakopni to                                  | Claire                  | 3 díly                                         |
| 2013      | The Surgeon General                         | Lily Sherman            | neprodaný pilotní díl                          |
| 2013      | Doteky osudu                                | Evie Woods              | díl: „Shledání“                                |
| 2013      | Jessie                                      | Bryn Breitbart          | 2 díly                                         |
| 2013      | Super Thundermanovi                         | Tara Campbell           | díl: „Dinner Party“                            |
| 2014      | Happyland                                   | Harper                  | hlavní role, 8 dílů                            |
| 2014      | Kriminálka Las Vegas                        | Angela Glenn/ Tangerine | díl: „Long Road Home“                          |
| 2014      | Workaholics                                 | Haley                   | díl: „Beer Heist“                              |
| 2014–2016 | Transformers: Roboti záchranáři             | Priscilla Pynch (hlas)  | 6 dílů                                         |
| 2014      | Vzpomínky                                   | Mladá Carrie Wells      | díl: „Reunion“                                 |
| 2014      | Manželská lest                              | Jackie                  | TV film (Lifetime)                             |
| 2015      | The Fosters                                 | Kat                     | 3 díly                                         |
| 2015      | R.L. Stine's Monsterville: Cabinet of Souls | Lilith                  | TV film                                        |
| 2016–2019 | Lovci stínů: Nástroje smrti                 | Clary Fray              | Hlavní role, 55 dílů                           |
| 2016      | Grinder                                     | Ginger                  | díl: „From the Ashes“                          |
| 2016      | Indiscretion                                | Lizzy Simon             | TV film (Lifetime)                             |
| 2018      | Happy Together                              | Sarah                   | díl: „Home Insecurity“                         |
| 2018–2020 | Arrow                                       | Mia Smoak / Blackstar   | vedlejší role (7. řada), hlavní role (8. řada) |
| 2019      | Supergirl                                   | Mia Smoak / Blackstar   | díl: „"Crisis on Infinite Earths Part 1“       |
| 2019      | Batwoman                                    | Mia Smoak / Blackstar   | díl: „"Crisis on Infinite Earths Part 2“       |
| 2019      | The Flash                                   | Mia Smoak / Blackstar   | díl: „"Crisis on Infinite Earths Part 3“       |
| 2019      | Spirit volnost nadevše: Vánoce se Spiritem  | Sally Jessup (hlas)     | TV speciál                                     |
| 2021      | The Stand                                   | Julia Lawry             | mini-série                                     |

## Ocenění a nominace
| Rok  | Ocenění                | Kategorie                                               | Práce         | Výsledek  |
| ---- | ---------------------- | ------------------------------------------------------- | ------------- | --------- |
| 2016 | Teen Choice Awards     | televizní objev roku                                    | Shadowhunters | nominace  |
| 2018 | TV Scoop Awards        | nejlepší dramatická herečka                             | Shadowhunters | nominace  |
| 2018 | TV Scoop Awards        | nejlepší televizní pár (sdíleno s Dominicem Sherwoodem) | Shadowhunters | nominace  |
| 2018 | Teen Choice Awards     | nejlepší televizní herečka: sci-fi/fantasy              | Shadowhunters | nominace  |
| 2018 | People's Choice Awards | nejoblíbenější seriálová hvězda: žena                   | Shadowhunters | vítězství |